# 莫兰 (汝拉省)
莫兰（法語：Molain，法語發音：[mɔlɛ̃]）是法国汝拉省的一个市镇，属于隆斯勒索涅区。

## 地理
莫兰（46°49'27"N, 5°48'25"E）面积11.5 平方千米，位于法国勃艮第-弗朗什-孔泰大區汝拉省，该省份为法国东部内陆省份，北起上索恩省，西北接科多尔省，西临索恩-卢瓦尔省，南至安省，东与杜省和瑞士接壤。
与莫兰接壤的市镇（或旧市镇、城区）包括：阿尔布瓦、伯桑、拉沙特莱讷、蒙特龙、瓦朗普利耶尔。

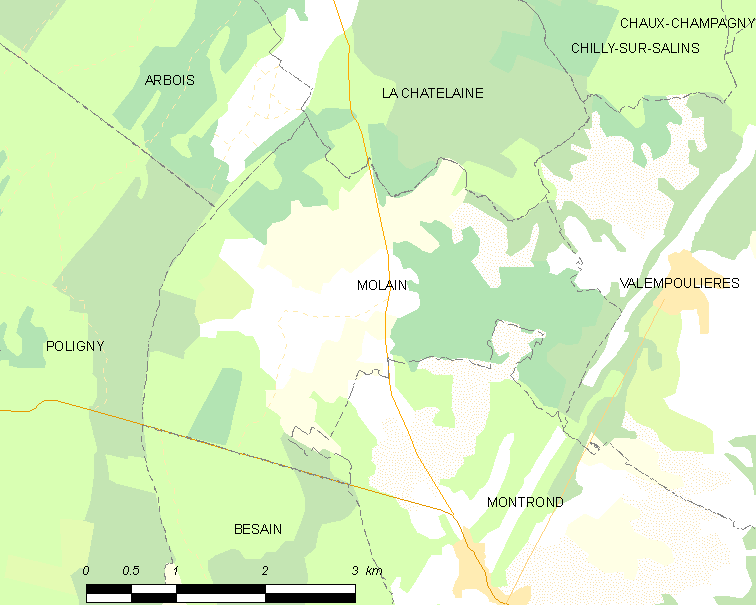
的OSM定位图

莫兰的时区为UTC+01:00、UTC+02:00（夏令时）。

## 行政
莫兰的邮政编码为39800，INSEE市镇编码为39336。

## 政治
莫兰所属的省级选区为波利尼县。

## 人口

1962-2008年间人口变化图示

莫兰于2022年1月1日时的人口数量为110人。